# 세일피시 OS
세일피시 OS(Sailfish OS)는 핀란드의 욜라(Jolla)와 세일피시 얼라이언스(Sailfish Alliance)에 의해 개발중인 모바일 운영체제이다. 세일피시 OS는 인텔과 노키아가 만들던 미고(MeeGo) 운영 체제에 기반한 머(Mer) 코어, 커스텀 빌드 사용자 환경, HTML5, QML, Qt로 구성된다.
세일피시 OS를 탑재한 첫 스마트폰인 jolla smartphone은 2013년 5월 20일에 발표되었으며, 가격은 399유로로 책정되었다.
2015년 9월 24일 Sailfish 2.0 Eineheminlampi 업데이트가 있었다.

## 호환성
개발사인 욜라에 따르면 세일피시 OS 상에서 세일피시 OS용 애플리케이션을 포함하여 대부분의 미고 및 안드로이드 기반 애플리케이션이 구동 가능할 것으로 전망된다. 다만 커널상에서의 지원이 필요하므로 단순 포팅된 기기에서는 안드로이드 앱의 실행을 지원하지 않는다.

## 지원 기기
- jolla
- jolla tablet
- jolla C
- Intex Aqua Fish
- Liquidmorphium Turing Phone
- mi-Fone (mobile)
- PuzzlePhone
- Oysters SF
- Ermak BMR
- Ermak 50
- Xperia Series

## 같이 보기
- KaiOS